# メルヘンメイズ
『メルヘンメイズ』 (Märchen Maze) は、1988年7月にナムコ（後のバンダイナムコエンターテインメント）が発売した業務用ビデオゲーム。ルイス・キャロルの小説『不思議の国のアリス』および『鏡の国のアリス』を題材としたクォータービューのジャンプアクションゲームで、鏡の中に吸い込まれたアリスがシャボン玉を使って敵をやっつけながら9つの国を冒険する内容となっている。
本作はN.H.SYSTEMによって開発され、ナムコのシステム基板「システムI」の第9弾ソフトとして発売された。本作の開発中には『Alice』という仮題が付けられていた。
また、本作は1990年12月にPCエンジン、1991年にX68000に移植された。
アーケード版はゲーム誌『ゲーメスト』の「第2回ゲーメスト大賞」（1988年度）において、ベストグラフィック賞7位、ベストVGM賞8位を獲得した。

## 概要
時計うさぎに導かれて鏡の世界へ飛び込んだ主人公アリスを操作し、シャボン玉を噴き出す魔法のストローの力を駆使して、鏡の世界を闇の女王から解放することがこのゲームの目的。
各面は、長方形の床パネルで構成されたフィールドから成っており、ボスキャラクターの待ち構えるエリアまで床が続いている。フィールド自体は空中に浮いており、主人公が床から落ちるとミスとなる。雑魚キャラクターは後述のシャボン玉で床から押し出すことで倒したことになり加点となる。床はほとんどが平面（高低差が設けられていない）であるが、段差があってそのまま移ることができない箇所、飛び越える必要がある障害物（床の下から出現する積み木やキャンディ）、床が切れているためにジャンプする必要がある箇所、床がスライドして動いている箇所、敵の攻撃弾を飛び越えることが可能な点など、擬似3D表現を生かした立体的な仕掛けが盛り込まれている。
また、ボスキャラクターのいる場所は、床のサイズが四角形状の固定サイズとなっており、面の途中よりは足場が良くなっている。ボスは通常のザコ敵と異なり耐久力が設定されており、シャボン玉をぶつけて一定以上のダメージを与えることで倒すことができる。ボスを倒すと鏡が現れ、その鏡に入ることで次の面に進むことができる。
各面には180秒という制限時間が設けられており、制限時間内にボスのいる場所に到達してボスを倒さないと時間切れモンスターが現れ、これに接触するとミスになってしまう。
床のないところから見える背景は、床から比べてかなりの高低差があるように演出されており、空中での戦いであるという点を効果的に演出している。
同社のゲームボーイアドバンスソフト『ファミリーテニスアドバンス』の隠しキャラクターとして、本作品のアリスが登場している。ユージン（後のタカラトミーアーツ）からリリースされたカプセルトイ「SR ナムコリアルフィギュアコレクション ギャルズ編 Part1」（2000年10月発売）で、本作品のアリスがフィギュア化されている。「Notice」の英文に誤字があり、「sale」のはずが「save」になっているが、8年後の『マイエンジェル』にも「Notice」の英文に誤字がある（続編の『2』も同様）。

## ゲーム内容

### システム
8方向レバー、攻撃ボタン、ジャンプボタンを使用して主人公を操作する。
移動
8方向レバーにより床の上を移動する。ジャンプ中やダメージ中でない限り、8方向レバーの移動だけでは床の上から落ちることはない。
攻撃
攻撃ボタン。進行方向に向けてシャボン玉を飛ばす。ほとんどの雑魚キャラクターはシャボン玉にあたると、シャボン玉の進行方向に押し出される。その結果、雑魚キャラクターを床から落とすことに成功すると、倒したことになる。ボスを含めた一部の敵キャラクターは、シャボン玉によって押し出されることはないが耐久力が設定されており、一定以上のダメージを与えることで倒すことができる。
ボタンの溜め押しによって攻撃の威力が8段階に変化する。ボタンを押し続けるとシャボン玉が徐々に大きくなり、ボタンを離した段階で進行方向に向かってシャボン玉が飛び出す。最大の8段階目まで溜めるのにかかる時間は1秒。溜めずにボタンを離すと小さいシャボン玉による攻撃となり、連射が可能。シャボン玉の大きさに応じて、攻撃範囲、雑魚キャラクターを押し出す力（割れずに押しつづける力）、ボスキャラクターに与えるダメージ量が大きくなる（最大で10倍の威力になる）。なお、シャボン玉が最大サイズになってもボタンを押しつづけていると、しばらく後にシャボン玉は割れてしまう。ダメージを受けていない状態で着地している時に限り、攻撃ボタンを押したままにすると自動的に溜め状態が継続される。例えば、攻撃ボタンを押しながら着地すると、着地以降、攻撃の溜めが開始される。攻撃ボタンを押し続けていると、膨らませすぎてシャボン玉は割れてしまうが、割れた直後から次の攻撃の溜めが開始される。溜め中のシャボン玉に敵が接触すると、シャボン玉は割れてしまい、接触した敵を押し出す効果が生まれるが、シャボン玉が割れた直後から次の攻撃の溜めが開始される。
ジャンプ
ジャンプボタン。ジャンプ量は常に一定。空中での移動方向の制御も可能。ジャンプ中は床の境界線を越えて移動できるため、着地時に床がないと落下してしまい、ミスとなる。攻撃ボタンを押しつづけている最中にジャンプボタンを押すと、攻撃ボタンの溜めはキャンセルされ、シャボン玉が進行方向に押し出されることになる。また、ジャンプ中は攻撃ボタンの入力は受け付けられない。
ダメージ
雑魚キャラクター（一部を除く）、ボスキャラクター、敵の出す弾（キャンディ）などに接触した場合、一定時間ダメージ扱い（ダメージ中）となる。ダメージ中は、レバー操作がほとんど効かなくなり、攻撃を受けた方向に向かって弾き飛ばされる。弾き飛ばされて床から落ちるとミス。ダメージ中に別の弾に接触すると、ダメージ状態が延びる。レバー操作により、弾き飛ばされる時間と方向は若干変わる。また、ダメージ中でもジャンプを行うことは可能である。ジャンプしなければ床から弾き飛ばされるが、ジャンプすることによって助かる場合もある。
敵の担ぎ上げ
第5面『びっくりの国』の雑魚キャラの中には主人公を担ぎ上げるものが存在する。そのままにしていると担ぎ上げられたまま床の縁まで運ばれ、敵と一緒に落下してしまう。一定回数以上ジャンプボタンを押すことで、脱出できる。

### アイテム
アイテムは、「?」マークのついた箱にショットを当てることで出現する。ゲーム進行に伴って敵の入った罠の箱も登場する。
赤水晶
得点アイテム。配置は固定となっている代わりに、獲得点数は500点から7650点までの間でランダムで決定される。
青水晶
一定時間、溜めなしで最大攻撃を撃てるようになる。
緑水晶
一定時間、弾道が正面と左右斜め上の3方向に飛ぶようになる（3WAY）。青水晶と併用可能。
紫水晶
一定時間、アリスの移動速度が上昇する。　
黄水晶
一定時間、敵の動きが止まる
ふうせん
落下ミスを1度だけ回避した上でその場復活で継続する。
ブーツ
一定時間、アリスのジャンプ力が強化される。
うさぎのぬいぐるみ
一定時間ぬいぐるみのバリアが張られて無敵状態となり、敵を体当たりで弾き飛ばせるようになる。

### 障害物類
移動床
文字通り、左右もしくは上下のどちらかに移動する浮遊床。動かない広い足場と同じ模様のブロックで構成された床と、白黒格子模様の床の2種類が存在する。
前者に関しては足場が地続きになっていない箇所で登場するためジャンプで飛び移っていかなくてはならない。後者に関しては特定ステージの特定地点における通常の動かない足場と足場の間や、足場の末端とボスエリアを繋ぐ足場として登場するが、通常の移動床と異なりジャンプした際にアリスの影が映らないようになっているため、飛び移る際は慎重を要する。
積み木
第3面『おもちゃの国』から登場する障害物。床の切れ目から薄い板状の積み木が上下に出入りを繰り返す。通路を塞いでいるため積み木が飛び越えられる高さにまで引っ込んだタイミングを見計らってジャンプで乗り越えなくてはならない。積み木が上に伸びている時に飛び越えようとすると、積み木にぶつかってはじき返されてしまう（ダメージ中扱い）。
キャンディ
複数個のキャンディが棒状に連なって、一端を中心に回転する。接触すると弾き飛ばされる。これが配置される面は足場が悪いため、接触すると高確率で落下してしまう。出現するキャンディの個数はランダムであり、通路全面を覆う長さで回転している場合もあれば、通路の極一部を妨げる程度の長さである場合もある。

### ゲームオーバーの条件
残機数は最大3まで。残機回復はなく、ミスをしてすべての残機数を失うとゲームオーバー。ミス扱いとなる条件は以下の通り。
- 敵本体、敵弾に接触して床から押し出される
- 床のないところにジャンプして飛び込む。
- タイムオーバー後に出てくる時間切れモンスターに接触する。

## 設定

### ストーリー
ある日の夜のこと。絵本や空想が大好きな少女・アリスは、鏡の中から呼びかける声を聞いて眠りから覚める。そこに現れたのは、鏡の世界の守護者・時計うさぎだった。鏡の世界が闇の女王に征服されてしまい、自分の姿を見ることができるアリスに助けを求めてきたのだ。半ば強引に鏡の世界へと引き込まれたアリスは、鏡の世界を救うため、シャボン玉を噴き出す魔法のストローを手に9つの国へ冒険に旅立つ。

### ステージ構成
おかしの国（1面）
一面にケーキが敷き詰められた国。
フィールドは横幅が比較的狭い足場と細い通路から成り、特定の足場の中央に空いている穴への落下に注意しなくてはならないが、フィールド自体は全て地続きとなっておりジャンプで飛び越えなくては進めない箇所は存在しない。またこのステージのみ、ボスの待つ足場へ続く浮遊床がアリスの立つ足場に密着するため飛び乗る必要はない。
- BOSS - ミヤーシャ
ほうきに乗った魔女。縁を描く軌道で左右に動き回りながらバラバラの方向へ飛んでいく自身の分身を放つ。

おもちゃの国（2面）
時計やキャンディの幻影が浮かぶ不思議な空間に存在する国。
このステージからジャンプを妨害する障害物のつみきが登場する他、キャンディを放つねじ巻き式のおもちゃ、シャボン玉で破壊するもしくは近くに接近することで破裂してキャンディの弾をまき散らすどくろ模様の黒い爆弾が行く手を阻む。
- BOSS - デッドルースター
鳥のおもちゃ。キャンディ（それぞれ一定方向に転がっていく）を放つ。

つみきの国（3面）
つみきでできた建物が並ぶ国。
この面から動く足場が登場すると共にジャンプを妨害する飛行敵が登場し、ジャンプアクションの要素も色濃くなっていく。
- BOSS - タンブラー
だるま落とし。だるま落としの頭がジャンプし、胴体が回転しながらキャンディを放ってくる。しばらくすると、胴体の回転が狭まり、一点に集中ののち、頭が胴体の上に着地する。この動作を繰り返す。ダメージを与えると、1段ずつ胴体が消えていく。すべての胴体が消えた後はだるまの部分のみが動き回りながらキャンディを放ってくる。

きかいの国（4面）
機械仕掛けの工場の内部のような国。
キャンディを放つおもちゃのロボット、アリスのいる方向に向きを変えてキャンディを吐き出すどくろの砲台が登場する。
- BOSS - アールメイコン
巨大な機械のおもちゃ。上下左右に猛スピードで動きながらひたすらキャンディを放ってくる。

そらの国（5面）
地上が見えないほどの高度に存在する国。
3面と同じく障害物を交わしながら動く足場を経由していくが、3面と比べて非常に足場が悪く、床に設置された棒状の回転キャンディや飛行敵の妨害でミスを誘発しやすい。十字型の動く足場がステージの大半を占めるため落下に注意しなくてはならない。
- BOSS - レイドック
サメを象ったおもちゃ。画面奥から手前方向への突進とキャンディで主人公を床から突き落としにかかる。

びっくりの国（6面）
びっくり箱が大量に配置された国
この面に設置されたアイテムボックスには敵が入った罠のボックスが存在し、接近する、もしくは攻撃を当てることで中から敵が飛び出してくる。
- BOSS - ビッグトータス
巨大な亀。ゆっくりとジャンプを繰り返し、キャンディを放ってくる。ジャンプ中のボスには攻撃が当たらないため、着地点を狙って攻撃する必要がある。

むしの国（7面）
たくさんの虫が生息する国
巨大な芋虫や王蟲のような巨大甲虫、ぜんまい仕掛けのカブトムシなどの昆虫を模した敵や、巨大なスライムが徘徊する。
- BOSS - アラティーズ
太陽のような形をした薄紫色のモンスター。2体で編成を組んで接触攻撃を仕掛けてくる。
キャンディを放ちつつゆっくりとにじり寄るようアリスに接近し、しばらくすると猛スピードで後ろにバックしてから再び接近してくる。
ダメージの蓄積毎に体についた丸い突起が1つずつ消えていき、全ての突起を潰すと移動するのみでキャンディ攻撃はしてこなくなる。

- へいたいの国（8面）

トランプ兵が徘徊する国
大量のトランプ兵が徘徊しており物量でアリスを圧倒してくるためダメージを受けやすく、制限時間内に突破するのは難しい。
- BOSS - トリプルヘッズ
黒い化粧を施した巨大な頭部の形をしたモンスター。
3体1セットで出現しでひたすらキャンディを放ってくるが実体はその内の1体のみ。一定時間ごとにワープを繰り返し、その度に現れる場所、配列、実体の位置がランダムに切り替わる。ボス本体の位置自体は次のワープまで出現場所で固定となる。

女王の国（9面）
女王が待ち受ける最後の国
マップ自体は1面の流用であるため平易な一方、比較的狭いマップに大量の敵が配置されているため8面同様ダメージを受けやすく、制限時間内に突破するのは難しい。ボスの待つフィールドへ続く浮遊床の仕様は1面と同じ。
- BOSS - 闇の女王。
鏡の国を侵略した悪の女王。左右に往復移動しつつ、左右・中央の3カ所で立ち止まり、手にした鏡から大量の小さなトランプ兵を放つ。
女王自身は左右への往復移動とトランプ兵の放出を繰り返すのみだが、放たれた大量のトランプ兵がキャンディを放ちながら迫ってくる。
マントの前面を開いてトランプ兵を放ってからマントを閉じるまでの間にしかこちらからの攻撃が受け付けられない。

## 登場キャラクター
アリス
本作の主人公。絵本と空想が大好きな少女。助けを求める時計うさぎに鏡の世界へ（半ば強引に）引き込まれ、鏡の世界を闇の女王から解放するため、シャボン玉を噴き出す魔法のストローを武器に戦うことになる。時間切れモンスターに接触すると、座り込んで泣いてしまう。
時計うさぎ（とけいうさぎ）
鏡の世界の守護者。鏡の世界に足を踏み入れたアリスに世界の命運を託す。ゲーム中は随時、残り時間を知らせるために登場する。ゲーム開始時（残り180秒）から30秒経過するたびに登場、残り時間45秒を切ると画面上にとどまり、カウントダウンする。
闇の女王（やみのじょおう）
鏡の世界の支配者。ラストボス。
時間切れモンスター（じかんぎれモンスター）
残り時間が0になった際に登場する、いわゆる「永久パターン防止キャラ（ご先祖キャラ）」。

## 移植版
| No. | タイトル       | 発売日           | 対応機種                      | 開発元     | 発売元                 | メディア                                        | 型式    | 売上本数 | 備考               |
| --- | -------------- | ---------------- | ----------------------------- | ---------- | ---------------------- | ----------------------------------------------- | ------- | -------- | ------------------ |
| 1   | メルヘンメイズ | 1990年12月11日   | PCエンジン                    | ノバ       | ナムコ                 | 2メガビットHuCARD                               | NC90008 | -        | アレンジ移植       |
| 2   | メルヘンメイズ | 1991年3月15日    | X68000                        | SPS        | SPS                    | 5インチフロッピーディスク2枚組                  | GS-163  | -        |                    |
| 3   | メルヘンメイズ | 2009年9月29日    | Wii                           | N.H.SYSTEM | バンダイナムコゲームス | ダウンロード （バーチャルコンソールアーケード） | -       | -        | アーケード版の移植 |
| 4   | メルヘンメイズ | INT 2025年2月6日 | PlayStation 4 Nintendo Switch | ハムスター | ハムスター             | ダウンロード （アーケードアーカイブス）         | -       | -        | アーケード版の移植 |

PCエンジン版
- 1990年12月11日発売。クオータービューからトップビューへと視点が変更され（PCエンジン版のパッドが斜め入力に適さなかったことが理由とされている）、従来の斜めスクロールゲームから縦スクロールゲームになるなど業務用とは異なる画面構成になっている。また、登場する敵の減少、ステージ構成の変更、新規ステージの追加、オープニング・エンディングのストーリー部分が強化された他、敵の配置やステージ構成が全く異なる仕様になっている箇所もあるなど、業務用版から多くの変更が施された。また、キャラクターイラストも業務用と異なり、ときた洸一が担当している。

X68000版
- 1991年3月15日発売。業務用の移植版。上記のPCエンジン版と異なり、業務用に忠実な移植となっている。

Wii版（バーチャルコンソールアーケード）
- 2009年9月29日配信開始。業務用の完全移植版。

PlayStation 4 / Nintendo Switch版 （アーケードアーカイブス）
- 2025年2月6日配信開始。業務用の完全移植版。「こだわり設定」にて十字キーの入力方向を45度調整する事が可能。

## 音楽

### BGM
本作の音楽は川瀬知香（スタッフロールでの名義は「S.KOBAYASHI」）が担当した。製作環境は当時のナムコ内部のテキストエディタ等を用いたものとは異なり、MIDIシーケンサからFM音源を直接演奏できるものだったという。
ナムコ(当時)の細江慎治が「ビデオゲームグラフィティ Vol.5」への収録、ブックレットでのコメントを行なったほか、当時のラジアメイベントでのナムコサウンドチームライブのためにMIDIデータを受け取りにいくなどの調整業務も担当している。同CDのブックレット内では細江が編曲としてクレジットされているが、これはCD収録の際の編集作業を担当したことからのクレジットであり、実際の編曲作業は行っていない。
アリカから発売された『テクニクビート』（2002年）用にアレンジされ、ロケテストの段階では収録されていたが、製品版ではお蔵入りになり、その後のサントラにも収録されていない。

### サウンドトラック
- 『Beep』1988年11月号付録ソノシート『SUPER ARRANGE GAME MUSIC』日本ソフトバンク（1988年）
高西圭によるアレンジを収録。
- 『ビデオゲームグラフィティ Vol.5』ビクター音楽産業（1989年）
アーケード版を収録。
- 『ビデオゲームグラフィティ Vol.6』ビクター音楽産業（1989年）
- 『ナムコグラフィティコレクションベスト10』ビクター音楽産業（1994年）
小野沢篤によるアレンジを収録。
- 『ナムコサウンドミュージアム ～メルヘンメイズ＆ブラストオフ＆ファイナルブラスター～』スーパースィープ(2018年)
アーケード版、PCエンジン版、川瀬知香によるアレンジ、高西圭による上記アレンジを収録している[4]。川瀬による新規アレンジはボーカルパートも含んだミュージカル風の構成となっており、声優の平山笑美がアリス役として参加している[4]。

## スタッフ
アーケード版
- ゲーム・デザイン：NAK（中村伸武）、TAKE（竹矢吉孝）
- デザイナー：TAKE（竹矢吉孝）、MY、POP
- プログラマー：XVX（山口雅司）
- データ：NAK（中村伸武）
- バック・グラウンド・ミュージック：S.KOBAYASHI（川瀬知香）
- アリス・ボイス：E.SHITARA
- サウンド：PXX
- インストカード：ANO清水[3]

PCエンジン版
- ゲーム・デザイン：TAKE（竹矢吉孝）
- 背景デザイン：KOJI 78（納谷江司）
- サブ・デザイン：KINGYO
- 音楽：KOBA（川瀬知香）
- 音楽トランスレイト：NORIRIN（富樫則彦）
- 音楽プログラム：KAERU.T（谷口蛙）
- プログラム：NAK

## 評価
アーケード版
ゲーム誌『ゲーメスト』（新声社）誌上で行われていた「第2回ゲーメスト大賞」（1988年度）において、ベストグラフィック賞で7位、ベストVGM賞で8位、年間ヒットゲームで31位を獲得、ベストキャラクターでは本作の主人公アリスが2位を獲得した。また、1991年に刊行されたゲーメストムック「ザ・ベストゲーム」内の「ビデオゲームフルリスト」の紹介文では、「おとぎ話の世界を見事にゲームで表現」と評されている。
PCエンジン版
ゲーム誌『ファミコン通信』の「クロスレビュー」では合計で25点（満40点）、『月刊PCエンジン』では80・80・80・85・85の平均82点（満100点）、『マル勝PCエンジン』では8・8・7・7の合計30点（満40点）、「PC Engine FAN」の読者投票による「ゲーム通信簿」での評価は以下の通りとなっており、22.22点（満30点）となっている。また、この得点はPCエンジン全ソフトの中で152位（485本中、1993年時点）となっている。同雑誌1993年10月号特別付録の「PCエンジンオールカタログ'93」では、「業務用では斜めスクロールだったが、PCエンジン版では縦スクロールに変更された。しかし、雰囲気は損なわれておらず、登場するキャラが実にメルヘンチックで楽しい。難易度も普通だ」と紹介されている。
| 項目 | キャラクタ | 音楽 | 操作性 | 熱中度 | お買得度 | オリジナリティ | 総合  |
| 得点 | 4.17       | 3.54 | 3.74   | 3.49   | 3.77     | 3.51           | 22.22 |